# Aphaenogaster ensifera
Aphaenogaster ensifera är en myrart som beskrevs av Auguste-Henri Forel 1899. Aphaenogaster ensifera ingår i släktet Aphaenogaster och familjen myror. Inga underarter finns listade i Catalogue of Life.